# 小辻もえ
小辻 もえ（こつじ もえ、1988年5月3日 - ）は、日本のAV女優。

## 略歴・人物
2008年5月にデビューしたロリ系のAV女優で、女子校生役での出演が多い。

## 出演作品

### アダルトビデオ
2008年
- 極光女子学園 11 （5月24日、オーロラプロジェクト） ※デビュー作
- むちゃぶりSEX 気持ちよすぎて涙が出ちゃうの…。 （7月25日、オーロラ・プロジェクト）
- 優等生の秘密 真面目な制服姿の少女がしている事。 （8月9日、オーロラ・プロジェクト）
- スゴ〜く! 制服の似合う素敵な娘 （8月25日、オーロラ・プロジェクト）
- カノジョ （9月25日、オーロラ・プロジェクト）
- 高貴美少女学園 39 （10月1日、プレステージ）
- むちぽちゃ88CM フルスペック美巨尻 （10月13日、オーロラ・プロジェクト）
- 拘束美少女 （11月13日、オーロラ・プロジェクト）
- 狂乱アクメ 執行番号40 （11月21日、プレステージ）
- 私の性日記 （11月25日、オーロラ・プロジェクト）

2009年
- 黒髪女子校生 8* （1月25日（レンタル）／2月13日（セル）、ビッグモーカル）…オムニバス作品 他出演:芽衣、つぼみ、辻さき、桃乃まき、白鷺ゆい
- 素人セーラー服生中出し 011 （1月31日、プラム）
- 調教×美少女M （3月13日、アップス）
- イカセッぱっ! 犠牲者 小辻もえ （4月3日、GLAY'z）
- 家庭教師 初体験 FIRST LOVE （4月7日、BeFree）
- ≪眼ガン顔ガン射シャ!≫ 拡散メガ精子砲!! （4月17日、GLAY'z）…オムニバス作品 他出演:成瀬心美、進藤ゆき、真中ゆかり、有沢実紗、小日向ひな、倖田みらい、東野愛鈴
- kawaii*girl 28 （4月25日、kawaii*）
- ボイン大好き亀市爺さんのHなイタズラ 小辻もえの新人女教師編 （5月1日、グローリークエスト）
- ニーハイコレクター 絶対領域の虜 （5月1日、グローリークエスト）…オムニバス作品 他出演:妃乃ひかり、平井綾、深田梨菜、成瀬心実
- 家庭教師もえ先生のぶっかけ授業 （5月7日、BeFree）
- 家出女子校生 2 （7月25日、ビッグモーカル）…オムニバス作品 他出演:愛菜りな、緋村由衣、むかいねね
- 素人ギャルズ [LEVEL A] Ver.29 （8月28日、アリスJAPAN）…オムニバス作品 他出演:月野りさ、安堂エリカ、成瀬心美、楓まお
- 目指せ! 川崎! 素人千人斬り! 〜残り 982人/1000人〜 （11月4日、チーム川崎）…オムニバス作品 他出演:雪見紗弥、Rina、野々宮りん、榊なち、成瀬心美
- 催眠 赤 DX 26 ドキュメント編 （12月18日、アウダースジャパン）
- 催眠 赤 DX 26 スーパーmc編 （12月18日、アウダースジャパン）
- 催眠 赤 DX 26 スーパーコンプリート編 （12月18日、アウダースジャパン）

### アダルトサイト
- HimeMix No.292 （HimeMix） ※「ASAKI」名義

| スタブアイコン | サブスタブ | この項目は、まだ閲覧者の調べものの参照としては役立たない、性風俗関係者に関連した書きかけの項目です。この項目を加筆・訂正などしてくださる協力者を求めています（P:性/PJ:性）。 |